# مای موراکامی
مای موراکامی (انگلیسی: Mai Murakami؛ زادهٔ ۵ اوت ۱۹۹۶) ژیمناست هنری اهل ژاپن است.